# Селін С'ямма
Селін С'ямма (фр. Céline Sciamma; нар. 12 листопада 1978, Понтуаз, Валь-д'Уаз, Франція) — французька феміністська кінорежисерка і сценаристка. В своїх роботах досліджує лесбійство, жіночу тілесність, гендер, дорослішання та людські взаємостосунки.

## Життєпис
Народилася 12 листопада 1978 році в місті Понтуаз що в департаменті Валь-д'Уаз у Франції. Кінематографічну освіту здобула в кіношколі La Fémis, де її наставником був Ксав'є Бовуа.
У 2007 році С'ямма дебютувала повнометражною стрічкою «Водяні лілії» — історією 15-річної дівчини, закоханої в ровесницю — очільницю команди з синхронного плавання. Фільм був відібраний для програми Каннського кінофестивалю «Особливий погляд», отримав Приз Луї Деллюка та три номінації французької національної кінопремії «Сезар».
Перший короткометражний фільм С'ямми «Полін» (2010) було створено в рамках урядової кампанії проти гомофобії.
Фільм С'ямми 2011 року «Шибеник», що розповідає про світ 10-річної Лори, дівчинки, яка видає себе за хлопчика, отримав приз Тедді на Берлінському міжнародному кінофестивалі і Гран-прі «Золотий Дюк» Одеського кінофестивалю.
Фільм «Дівоцтво», який режисерка поставила у 2014 році, був відібраний lkz відкриття секції «Двотижневик режисерів» на 67-му Каннському міжнародному кінофестивалі в 2014 році.
У травні 2019 року Селін С'ямма представила в основній конкурсній програмі 72-го Каннського кінофестивалю чергову роботу — історичну драму «Портрет дівчини у вогні» з Адель Енель у головній ролі.

## Особисте життя
Селін С'ямма відкрита лесбійка. Тривалий час була у стосунках з акторкою Адель Енель, з якою вона познайомилася у 2007 році на зйомках «Водяних лілій». Пара мирно розлучилася 2018 року, перед тим, як вони почали працювати над «Портретом жінки у вогні». Енель та С'ямма залишилися близькими після закінчення їхніх стосунків.

## Фільмографія
Режисерка і сценаристка
| Рік  |     | Назва українською             | Оригінальна назва                 | Режисер | Сценарист |
| ---- | --- | ----------------------------- | --------------------------------- | ------- | --------- |
| 2004 | к/м |                               | Les premières communions          |         | Так       |
| 2006 | к/м |                               | Cache ta joie                     |         | Так       |
| 2007 |     | Водяні лілії                  | Naissance des pieuvres            | Так     | Так       |
| 2010 |     | Вежа зі слонової кістки       | Ivory Tower                       |         | Так       |
| 2010 | к/м | Полін                         | Pauline                           | Так     |           |
| 2011 |     | Шибеник                       | Tomboy                            | Так     | Так       |
| 2014 |     | Дівоцтво                      | Bande de filles                   | Так     | Так       |
| 2016 |     | Бути 17-річним                | Quand on a 17 ans                 |         | Так       |
| 2016 |     | Життя Кабачка                 | Ma vie de courgette               |         | Так       |
| 2019 |     | Портрет молодої жінки у вогні | Portrait de la jeune fille en feu | Так     | Так       |

## Визнання
| Нагороди та номінації Селін С'ямми                         | Нагороди та номінації Селін С'ямми                              | Нагороди та номінації Селін С'ямми | Нагороди та номінації Селін С'ямми |
| Рік                                                        | Категорія                                                       | Фільм                              | Результат                          |
| ---------------------------------------------------------- | --------------------------------------------------------------- | ---------------------------------- | ---------------------------------- |
| Приз Луї Деллюка                                           |                                                                 |                                    |                                    |
| 2007                                                       | Найкращий перший фільм                                          | Водяні лілії                       | Перемога                           |
| Каннський міжнародний кінофестиваль                        |                                                                 |                                    |                                    |
| 2007                                                       | Премія Особливий погляд                                         | Водяні лілії                       | Номінація                          |
| 2007                                                       | Золота камера                                                   | Водяні лілії                       | Номінація                          |
| 2014                                                       | Queer Palm                                                      | Дівоцтво                           | Номінація                          |
| 2019                                                       | Золота пальмова гілка                                           | Портрет молодої жінки у вогні      | В очікуванні                       |
| Кінофестиваль у Кабурі                                     |                                                                 |                                    |                                    |
| 2007                                                       | Гран-прі                                                        | Водяні лілії                       | Номінація                          |
| 2007                                                       | Приз молодіжного журі                                           | Водяні лілії                       | Перемога                           |
| Афінський міжнародний кінофестиваль                        |                                                                 |                                    |                                    |
| 2007                                                       | Приз глядацьких симпатій за найкращий фільм                     | Водяні лілії                       | Перемога                           |
| Туринський кінофестиваль                                   |                                                                 |                                    |                                    |
| 2007                                                       | Золота нагорода за найкращий сценарій — Спеціальна згадка       | Водяні лілії                       | Перемога                           |
| 2007                                                       | Приз міста Турина за найкращий ігровий фільм                    | Водяні лілії                       | Номінація                          |
| Премія «Сезар»                                             |                                                                 |                                    |                                    |
| 2008                                                       | Найкращий дебютний фільм                                        | Водяні лілії                       | Номінація                          |
| 2015                                                       | Найкращий режисер                                               | Дівоцтво                           | Номінація                          |
| 2017                                                       | Найкращий сценарій                                              | Життя Кабачка                      | Перемога                           |
| Берлінський міжнародний кінофестиваль                      |                                                                 |                                    |                                    |
| 2011                                                       | Премія «Тедді»                                                  | Шибеник                            | Перемога                           |
| Одеський міжнародний кінофестиваль                         |                                                                 |                                    |                                    |
| 2011                                                       | Гран-прі «Золотий Дюк»                                          | Шибеник                            | Перемога                           |
| Туринський гей-лесбійський кінофестиваль                   |                                                                 |                                    |                                    |
| 2011                                                       | Найкращий повнометражний фільм                                  | Шибеник                            | Перемога                           |
| Міжнародний ЛГБТ-кінофестиваль у Фладельфії                |                                                                 |                                    |                                    |
| 2011                                                       | Найкращий художній фільм                                        | Шибеник                            | Перемога                           |
| Міжнародний кінофестиваль незалежного кіно в Буенос-Айресі |                                                                 |                                    |                                    |
| 2012                                                       | Найкращий фільм                                                 | Шибеник                            | Номінація                          |
| 2012                                                       | Приз ФІПРЕССІ                                                   | Шибеник                            | Перемога                           |
| 2012                                                       | Приз Всесвітньої католицької асоціації по комунікаціях (SIGNIS) | Шибеник                            | Перемога                           |
| Товариства драматичних авторів і композиторів (SACD)       |                                                                 |                                    |                                    |
| 2012                                                       | Кінонагорода за новий талант                                    | Кінонагорода за новий талант       | Перемога                           |
| Гамбурзький кінофестиваль                                  |                                                                 |                                    |                                    |
| 2014                                                       | Приз критиків                                                   | Дівоцтво                           | Номінація                          |
| Лондонський кінофестиваль                                  |                                                                 |                                    |                                    |
| 2014                                                       | Найкращий фільм                                                 | Дівоцтво                           | Номінація                          |
| Філадельфійський кінофестиваль                             |                                                                 |                                    |                                    |
| 2014                                                       | Спеціальний приз журі                                           | Дівоцтво                           | Перемога                           |
| Міжнародний кінофестиваль у Сан-Себастьяні                 |                                                                 |                                    |                                    |
| 2014                                                       | Премія TVE Otra Mirada                                          | Дівоцтво                           | Перемога                           |
| Стокгольмський міжнародний кінофестиваль                   |                                                                 |                                    |                                    |
| 2014                                                       | Бронзовий кінь за найкращий фільм                               | Дівоцтво                           | Перемога                           |
| Премія «Люм'єр»                                            |                                                                 |                                    |                                    |
| 2015                                                       | Найкращий фільм                                                 | Дівоцтво                           | Номінація                          |
| 2015                                                       | Найкращий режисер                                               | Дівоцтво                           | Номінація                          |
| Премія «Незалежний дух»                                    |                                                                 |                                    |                                    |
| 2016                                                       | Найкращий міжнародний фільм                                     | Дівоцтво                           | Номінація                          |
| Премія «Чорна бобіна»                                      |                                                                 |                                    |                                    |
| 2016                                                       | Видатний іноземний фільм                                        | Дівоцтво                           | Перемога                           |

## Громадська позиція
У 2018 підтримала звернення Європейської кіноакадемії на захист ув'язненого у Росії українського режисера Олега Сенцова.